# City Vision University
Die City Vision University ist eine private national akkreditierte christliche Universität in Kansas City, Missouri. Ihre Studiengänge befähigen städtische Kirchenmitarbeiter und Leiter von gemeinnützigen sozialen Diensten, ihre Dienste zu verwalten und weiterzuentwickeln.
Die City Vision University ist das Hauptprogramm von TechMission, und TechMission firmiert unter dem Namen City Vision University. Die Universität wurde ursprünglich von der Association of Gospel Rescue Missions als Rescue College mit einem Abschluss in Urban Missions gegründet.
Seit 2005 hat die City Vision University, Programme in den Bereichen Suchtberatung, Wirtschaft, christlichen Dienst, einen MBA und ein Praktikums- und Stipendienprogramm in Zusammenarbeit mit nordamerikanischen lokalen Kirchen gestartet.